# 충청북도
충청북도(忠淸北道)는 대한민국의 남부에 위치하는 도이다. 대한민국의 도 중에서 유일하게 바다와 접하지 않는 내륙도이다. 서쪽으로 대전광역시, 세종특별자치시, 충청남도, 동쪽으로 경상북도, 남쪽으로 전북특별자치도, 북쪽으로 경기도, 강원특별자치도와 접한다.
대한민국에서 유일하게 바다에 접하지 않은 도이므로 관내에 해양경찰이 소재하고 있지 않다. 충청북도청 소재지는 청주시이고, 옥천군에 남부출장소, 제천시에 북부출장소가 설치되어 있다. 행정구역은 3시 8군이다.

## 역사

### 고려 시대
995년(고려 성종 14년)에 전국을 10개의 도로 나누었을 때 오늘날의 충청북도는 중원도(中原道)로 칭하고 충주를 절도사 소재지로 하였고, 1106년(예종 원년)에 중원도, 하남도와 관내도 일부를 묶어 양광충청주도(楊廣忠淸州道), 1171년(명종 원년) 충청도와 양광도로 분리 시 충청도로, 1324년(충숙왕 원년) 충청도와 양광도를 다시 합쳐 양광도(楊廣道)가 됐다가, 1356년(공민왕 5년) 양광도의 명칭이 충청도로 바뀌었다.

### 조선 시대
1395년(태조 4년)에 고려말 충청도 지역에서 일부분은 지금의 충청도 지역과 경기도 남부 일부, 강원 영월 등을 충청도로 분리를 함과 동시에 충주를 관찰사의 행정시로 삼게되었다. 1413년(태종 13년)에는 여주, 안성, 양성, 죽산, 음죽, 이천, 용인군을 경기도에 넘겨주고, 경상도에 속했던 옥천, 청산, 황간, 영동, 보은의 군과 현을 충청도에 속하게 하였다. 1896년 8월 4일 충청도를 충청북도와 충청남도로 분리하면서 충청북도의 수부(首府)는 충주에 두었다. 이때부터 오늘날의 충청북도라는 이름이 공식적으로 쓰이게 되었다.

### 일제강점기
1910년 10월 1일 도청 소재지를 청주로 하였다.

### 대한민국
- 1946년 6월 1일 청주군 청주읍이 청주부로 승격되고, 청주군이 청원군으로 개칭되었다.[15]
- 1949년 8월 15일 청주부가 청주시로 개칭되었다.
- 1956년 7월 8일 충주군 충주읍이 충주시로 승격되고, 충주군이 중원군으로 개칭되었다.
- 1980년 4월 1일 제천군 제천읍이 제천시로 승격되고, 제천군이 제원군으로 개칭되었다.
- 1991년 1월 1일 제원군이 제천군으로 명칭이 환원되었다.
- 1995년 1월 1일 충주시와 중원군이 충주시로, 제천시와 제천군이 제천시로 통합되었다.
- 2003년 8월 30일 괴산군 증평읍과 도안면을 증평군으로 분리하였다.
- 2011년 1월 1일 북부출장소 개청.
- 2012년 1월 17일 남부출장소 개청.
- 2012년 7월 1일 청원군 부용면이 세종특별자치시 부강면으로 변경되었다.
- 2014년 7월 1일 청주시와 청원군이 통합되어 청주시가 되었다.

## 행정 구역
충청북도는 3개 시와 8개 군으로 이루어져 있는 지역이다.
| 이름   | 한자   | 인구      | 세대    | 면적   |
| ------ | ------ | --------- | ------- | ------ |
| 청주시 | 淸州市 | 839,626   | 326,413 | 943.30 |
| 충주시 | 忠州市 | 208,233   | 82,498  | 983.76 |
| 제천시 | 堤川市 | 137,249   | 56,848  | 883.02 |
| 보은군 | 報恩郡 | 34,791    | 15,454  | 584.15 |
| 옥천군 | 沃川郡 | 53,680    | 22,310  | 537.08 |
| 영동군 | 永同郡 | 50,252    | 21,788  | 845.52 |
| 증평군 | 曾坪郡 | 33,509    | 13,767  | 81.83  |
| 진천군 | 鎭川郡 | 62,609    | 26,218  | 407.02 |
| 괴산군 | 槐山郡 | 36,866    | 17,474  | 842.14 |
| 음성군 | 陰城郡 | 91,400    | 38,250  | 520.42 |
| 단양군 | 丹陽郡 | 31,697    | 14,029  | 780.61 |
| 합계   |        | 1,555,952 | 621,811 | 7,433  |

### 없어진 행정구역
- 문의군
- 연풍군
- 영춘군
- 중원군
- 제원군
- 청산군
- 청안군
- 청풍군
- 황간군
- 회인군
- 제천군
- 청주군
- 청원군
- 청주부
- 충주부
- 고지산군
- 관성군
- 금물노군
- 흑양군
- 내제군
- 일모산군

## 인구
충청북도는 내륙에 위치하여 농업을 주요 생업으로 하는 지역이었다. 교통이 불편하여 대도시의 성장은 지체되었고, 중소 규모의 농촌 인구가 주를 이루었다. 일제강점기에는 청주·충주·제천 등 일부 도시가 행정 및 상업의 중심지로서 기능을 강화하면서 제한적인 도시화가 진행되었다.
광복 이후에도 충청북도의 인구는 대체로 농촌에 집중되어 있었으며, 자급적 생활 구조가 지속되었다. 1960년대 국가 산업화 정책이 수도권 및 영남권을 중심으로 전개됨에 따라 충청북도는 인구 유출 지역으로 기능하였다. 특히 청년층이 서울·부산 등 대도시로 이동하면서 농촌 지역의 고령화 현상이 시작되었다.
1970년대 이후 충북도청 소재지인 청주를 중심으로 산업화가 전개되었다. 1973년 청주공업단지가 조성되고, 오창·청원 일대에도 공업단지가 설립되어 전자 및 기계 산업이 유입되었다. 그러나 울산, 포항 등 대규모 중화학공업 도시와 비교할 때 인구 증가의 폭은 제한적이었으며, 농촌 지역의 인구 유출은 여전히 지속되었다.
1990년대 이후 청주와 오창 지역에 반도체, 정보기술, 바이오 관련 산업이 유치되면서 인구가 점차 증가하였다. 충북선 철도, 중부고속도로, 경부고속철도의 개통으로 수도권과의 접근성이 개선됨에 따라 청주, 오송, 진천, 음성 지역이 새로운 성장 거점으로 부상하였다. 그러나 단양, 보은, 옥천, 영동 등 농촌 및 산간 지역은 급격한 인구 감소를 겪었다.
2010년대 이후 충청북도의 전체 인구는 약 160만 명 내외를 유지하고 있다. 청주시의 인구는 꾸준히 증가하여 85만 명 이상으로 도내 인구의 절반 이상을 차지하는 거대 도시로 성장하였다. 또한 진천·음성 혁신도시와 오송 바이오밸리 개발로 젊은 층의 유입이 늘어나고 있다. 반면 제천·단양·보은·옥천·영동 등 주변 지역은 고령화율이 높고 인구 유출이 지속되어 지역 간 인구 불균형이 심화되고 있다.
충청북도의 연도별 인구 추이
| 연도   | 인구        | 인구그래프 | 비고                                |
| ------ | ----------- | ---------- | ----------------------------------- |
| 1949년 | 1,145,964명 |            |                                     |
| 1955년 | 1,191,268명 |            |                                     |
| 1960년 | 1,370,315명 |            |                                     |
| 1966년 | 1,551,662명 |            |                                     |
| 1970년 | 1,454,824명 |            |                                     |
| 1975년 | 1,523,058명 |            |                                     |
| 1980년 | 1,424,725명 |            |                                     |
| 1985년 | 1,391,682명 |            |                                     |
| 1990년 | 1,390,150명 |            |                                     |
| 1995년 | 1,396,728명 |            |                                     |
| 2000년 | 1,501,459명 |            |                                     |
| 2005년 | 1,501,674명 |            |                                     |
| 2006년 | 1,511,885명 |            |                                     |
| 2007년 | 1,527,339명 |            |                                     |
| 2008년 | 1,542,287명 |            |                                     |
| 2009년 | 1,550,126명 |            |                                     |
| 2010년 | 1,573,981명 |            |                                     |
| 2011년 | 1,588,633명 |            |                                     |
| 2012년 | 1,590,457명 |            | 2012년 부용면 대부분 지역 세종 편입 |
| 2013년 | 1,600,163명 |            |                                     |
| 2014년 | 1,609,588명 |            |                                     |
| 2015년 | 1,616,589명 |            |                                     |
| 2016년 | 1,627,124명 |            |                                     |
| 2017년 | 1,594,432명 |            |                                     |
| 2018년 | 1,599,252명 |            |                                     |

인구는 1,555,952명이고 남녀 성비는 1.02로 남자가 조금 더 많다. 시군별로는 음성군 (1.10)이 가장 높고, 진천군 (1.08), 증평군 (1.06), 괴산군 (1.02), 제천시 (1.02), 단양군 (1.02), 충주시 (1.01), 옥천군 (1.01), 보은군 (1.00), 영동군 (0.99), 청주시 (0.99) 순이다.

## 언어
- 충청 방언에 들어가나 충주시, 대부분의 괴산군, 음성군 일대에서는 경기 방언과 다름없는 표준어를 사용한다. 다만, 사용한다 해도 약간의 단어에 차이가 있는데 얘야를 저기야라고 쓴다.[16] 그리고 대답할 때의 예를 야라고도 사용한다.

## 스포츠
| 리그명 | 팀명           | 창단연도 | 홈 경기장      |
| K3리그 | 청주 FC        | 2002년   | 청주종합경기장 |
| K4리그 | 충주시민축구단 | 2017년   | 충주종합운동장 |
| WK리그 | 보은 상무      | 2007년   | 보은공설운동장 |
| WKBL   | 청주 KB 스타즈 | 1963년   | 청주실내체육관 |

구ㅡsk나이츠 ㆍ현대하이페리언

## 자매 결연
| 지역 & 국가 | 도시                             |
| ----------- | -------------------------------- |
| 러시아      | 상트페테르부르크                 |
| 멕시코      | 콜리마주                         |
| 미국        | 메릴랜드주 몽고메리군            |
| 미국        | 아이다호주                       |
| 베트남      | 푸토성(富壽省)                   |
| 베트남      | 닥락성(得勒省)                   |
| 아르헨티나  | 추부트주                         |
| 오스트리아  | 슈타이어마르크주                 |
| 인도네시아  | 자바주                           |
| 일본        | 야마나시현                       |
| 중국        | 광시 좡족 자치구(广西壮族自治区) |
| 중국        | 산둥성(山东省)                   |
| 중국        | 산시성(陕西省)                   |
| 중국        | 저장성(浙江省)                   |
| 중국        | 지린성(吉林省)                   |
| 중국        | 헤이룽장성(黑龙江省)             |
| 중국        | 후베이성(湖北省)                 |
| 필리핀      | 벵게트주                         |
| 헝가리      | 버러녀주                         |

## 같이 보기
- 충청북도청
- 충청북도의회